# Михайлов Олександр Олександрович (актор)
Олекса́ндр Олекса́ндрович Миха́йлов (14 вересня 1922 — 14 березня 1992) — радянський російський актор театру та кіно. Заслужений артист РРФСР (1963). Лауреат Сталінської та Державної премій.

## Біографія
Народився 14 вересня 1922 року. У 1948 році закінчив Школу-студію МХАТ. З 1948 по 1953 рік працював актором Центрального дитячого театру. З 1953 року — актор МХАТу.
У кіно від 1941. Його найкращою роллю в кіно критики вважають роль Сані Григор'єва у фільмі «Два капітани».
Працював на телебаченні. Ведучий низки дитячих передач.
Помер 14 березня 1992 року. Похований на Новодівочому цвинтарі в Москві.

## Нагороди
- Сталінська премія третього ступеня за театральну роль (1950).
- Заслужений артист РРФСР (1963).
- Державна премія СРСР (за роль Михайла Фрунзе у фільмі «Гроза над Білою»).

## Фільмографія
- 1941 — Бойова кінозбірка № 7" («Боевой киносборник № 7»)
- 1943 — Ми з Уралу («Мы с Урала») — Ваня Томакуров.
- 1943 — Нові пригоди Швейка.
- 1944 — Небо Москви.
- 1945 — Це було в Донбасі («Это было в Донбассе») — Борис.
- 1948 — Повість про справжню людину («Повесть о настоящем человеке») — льотчик Петров.
- 1953 — Альоша Птіцин виробляє характер («Алёша Птицын вырабатывает характер») — Тихон Іванович.
- 1954 — Випробування вірністю («Испытание верности») — Петро Грєбьонкін.
- 1955 — Син — Володя, водій циркового автобуса
- 1955 — Листи до живих («Письма к живым»)
- 1956 — Два капітани («Два капитана») — Саня Григор'єв.
- 1957 — Борець і клоун («Борец и клоун») — Анатолій Дуров.
- 1957 — Неповторна весна («Неповторимая весна») — Женя Буров.
- 1968 — Гроза над Білою («Гроза над Белой») — Михайло Фрунзе
- 1978 — Підпільний обком діє («Подпольный обком действует»), т/ф — Віталій Капралов
- 1980 — Заколот («Мятеж») (фільм-спектакль) — Щукін
- 1987 — Так переможемо! («Так победим!») (фільм-спектакль) — член ЦК РКП(б) та Раднаркому